# José Cayetano Juliá
José Cayetano Juliá Cegarra es un ciclista español nacido el 1 de julio de 1979 en la localidad de Cieza (Murcia).
Debutó como profesional en 2002 con el equipo Kelme-Costa Blanca. Se retiró del ciclismo en 2006, tras una lesión en la mano derecha.
Actualmente actúa como director técnico del equipo filial (amateur) del equipo profesional Contentpolis-AMPO.

## Palmarés
2004
- 1 etapa de la Vuelta a Portugal
- 1 etapa de la Vuelta a España

## Equipos
- Kelme-Costa Blanca (2002-2004)
- Illes Balears (2005-2006)

- Datos: Q714693